# Ievguenia Frolkina
Ievguenia Zdouardovna Frolkina (en russe : Евгения Эдуардовна Фролкина), née le 28 juillet 1997 à Penza, est une joueuse russe de basket-ball.

## Biographie
Ievguenia Frolkina est la sœur jumelle d'Olga Frolkina.
Ievguenia Frolkina est médaillée de bronze du Championnat d'Europe féminin de basket-ball des moins de 20 ans 2017. 
Elle est membre de l'équipe du comité olympique russe de basket-ball à trois qui dispute les Jeux olympiques de Tokyo.

## Palmarès
- Médaille d'argent aux Jeux olympiques d'été de 2020 en basket à trois[1].